# Войбокало (присілок)
Во́йбокало (рос. Войбокало) — присілок в Кіровському районі Ленінградської області, Росія. Належить до муніципального утворення Шумське сільське поселення.

## Географія
Присілок Войбокало розташований у східній частині району на річці Гарич. Присілок межує із землями сільськогосподарського призначення та землями запасу.
Через Войбокало проходить автодорога Н40 Лаврово — Шум — Ратниця.
У присілку знаходиться залізнична платформа 95 км Волховстроєвського напрямку..
В Шумському сільському поселенні є також інше поселення Войбокало — селище при однойменній залізничній станції.